# Барађоне (Новара)
Барађоне је насеље у Италији у округу Новара, региону Пијемонт.
Према процени из 2011. у насељу је живело 766 становника. Насеље се налази на надморској висини од 267 м.